# Юпитер (бомбардирский корабль, 1771)
«Юпитер» — парусный бомбардирский корабль Балтийского флота Российской империи.

## Описание корабля
Один из шести парусных бомбардирских кораблей типа «Дондер», строившихся в 1751—1771 годах на верфях Санкт-Петербурга и Кронштадта по проекту кораблестроителя Д. Сютерланда. Длина корабля по сведениям из различных источников составляла 28,9—29 метров, ширина — 8,2—8,23 метра, глубина интрюма — 3,3 метра и осадка — 3,35—3,7 метра. Вооружение судна составляли 10 орудий, включавшие мортиры и гаубицы, а экипаж состоял из 100 человек.

## История службы
Бомбардирский корабль «Юпитер» был заложен на Кронштадтской верфи 27 января (7 февраля) 1771 года и после спуска на воду 30 мая (10 июня) 1771 года вошёл в состав Балтийского флота России. Строительство корабля вёл корабельный мастер в ранге подполковника В. А. Селянинов по проекту корабельного мастера майорского ранга Д. Сютерланда.
В 1776 году в составе эскадры принимал участие в практических плаваниях в Финском заливе у Красной Горки, а 7 (18) июля 1776 года также принимал участие в смотре Балтийского флота императрицей Екатериной II на Кронштадтском рейде.
В кампанию 1777 года находился при Кронштадтском порту и выходил в практическое плавание в Финский залив в составе эскадры кораблей Балтийского флота.
В 1780 году бомбардирский корабль «Юпитер» был разобран.

## Командиры корабля
Командирами бомбардирского корабля «Юпитер» в разное время служили:
- лейтенант Я. И. Карпов (1776 год)[10];
- капитан-лейтенант А. П. Милюков (1777 год)[8].

### Комментарии
1. ↑  Также в серию входили бомбардирские корабли «Дондер», «Самсон», «Гром», «Марс» и «Юпитер» 1755 года постройки.
2. ↑  95 футов.
3. ↑  27 футов.
4. ↑  11 футов.